# Villanueva de la Serena
Pour les articles homonymes, voir Villanueva.
Villanueva de la Serena est une ville espagnole située en Estrémadure dans la province de Badajoz.

## Géographie
Située dans la Serena, petite région d'Estrémadure, la ville est à 5 km à l'ouest de Don Benito, dans la vallée du Guadiana, près de sa confluence avec le Zújar (es).

## Histoire
Villanueva de la Serena s'est d'abord appelée Aldeanueva de los Freires, Ferdinand IV de Castille en fit don en 1303 à l'ordre d'Alcántara, puis s'est appelée ensuite l'Aldea de Magacela en raison de son appartenance à cette commanderie. Son nom définitif semble se stabiliser vers 1389.

## Lieux et monuments
- Église Notre-Dame-de-l'Assomption (es) (XVIe siècle).
- Château d'Encomienda (es) (XIIIe siècle).

## Activités

### Sports
- Club de Fútbol Villanovense, club de football local

## Personnalités

### Nées dans la ville
- Pedro de Valdivia (vers 1500-1553), conquistador
- Felipe Trigo (1864-1916), écrivain
- José Manuel Calderón (né en 1981), joueur de basket-ball